# Gare de Barchetta
La gare de Barchetta est une gare ferroviaire française de la ligne de Bastia à Ajaccio (voie unique à écartement métrique), située sur le territoire de la commune de Volpajola, dans le département de la Haute-Corse et la Collectivité territoriale de Corse (CTC).
Construite par l'État, elle est mise en service en 1888 par la Compagnie de chemins de fer départementaux (CFD). C'est une halte des Chemins de fer de la Corse (CFC) desservie par des trains « grande ligne ». Arrêt facultatif (AF), il faut signaler sa présence au conducteur pour qu'il y ait un arrêt du train.

## Situation ferroviaire
Établie à 98 mètres d'altitude, la gare de Barchetta est établie au point kilométrique (PK) 29,6 de la ligne de Bastia à Ajaccio (voie unique à écartement métrique), entre les gare de Casamozza (s'intercale la halte fermée de Purnelli) et de Ponte-Novu.
C'est une gare de croisement avec une voie d'évitement.

## Histoire
Construite par l'État, la « station de Barchetta » est mise en service le 1er février 1888 par la Compagnie de chemins de fer départementaux (CFD) lors de l'ouverture à l'exploitation de la section de Bastia à Corte du chemin de fer d'Ajaccio à Bastia. Elle est alors desservie par le chemin de grande communication no 3 et le chemin d'intérêt commun no 29.
Les bâtiments des CFC sont désaffectés depuis le début des années 2000. L'ancienne gare est occupée à d'autres fins par des particuliers. L'autre bâtiment est ruiné.

## Service des voyageurs

### Accueil
Halte voyageurs des CFC, c'est un point d'arrêt non géré (PANG) à accès libre. C'est un arrêt facultatif (AF) : le train ne s'arrête que si la demande a été faite au conducteur.

### Desserte
Barchetta est desservie par des trains CFC « grande ligne » des relations Bastia - Ajaccio ou Corte et Bastia - Calvi.